# Вльора (залив)
Триестки залив (на албански: Gji i Vlorës) е залив на Адриатическо море, разположен в крайната му югоизточна част, край бреговете на Албания. Дължина от северна юг 17,5 km, ширина на входа 10 km, дълбочина до 51 m. от протока Отранто е отделен с остров Сазани и полуостров Карабуруни. Приливите са неправилни полуденонощни с височина до 0,4 m. На източния му бряг е разположено второто по големина албанско пристанище град Вльора.